# Keramische luidspreker

Een piëzo-elektrische luidspreker genereert een geluidsdruk wanneer er een spanning wordt aangelegd (sterk overdreven)

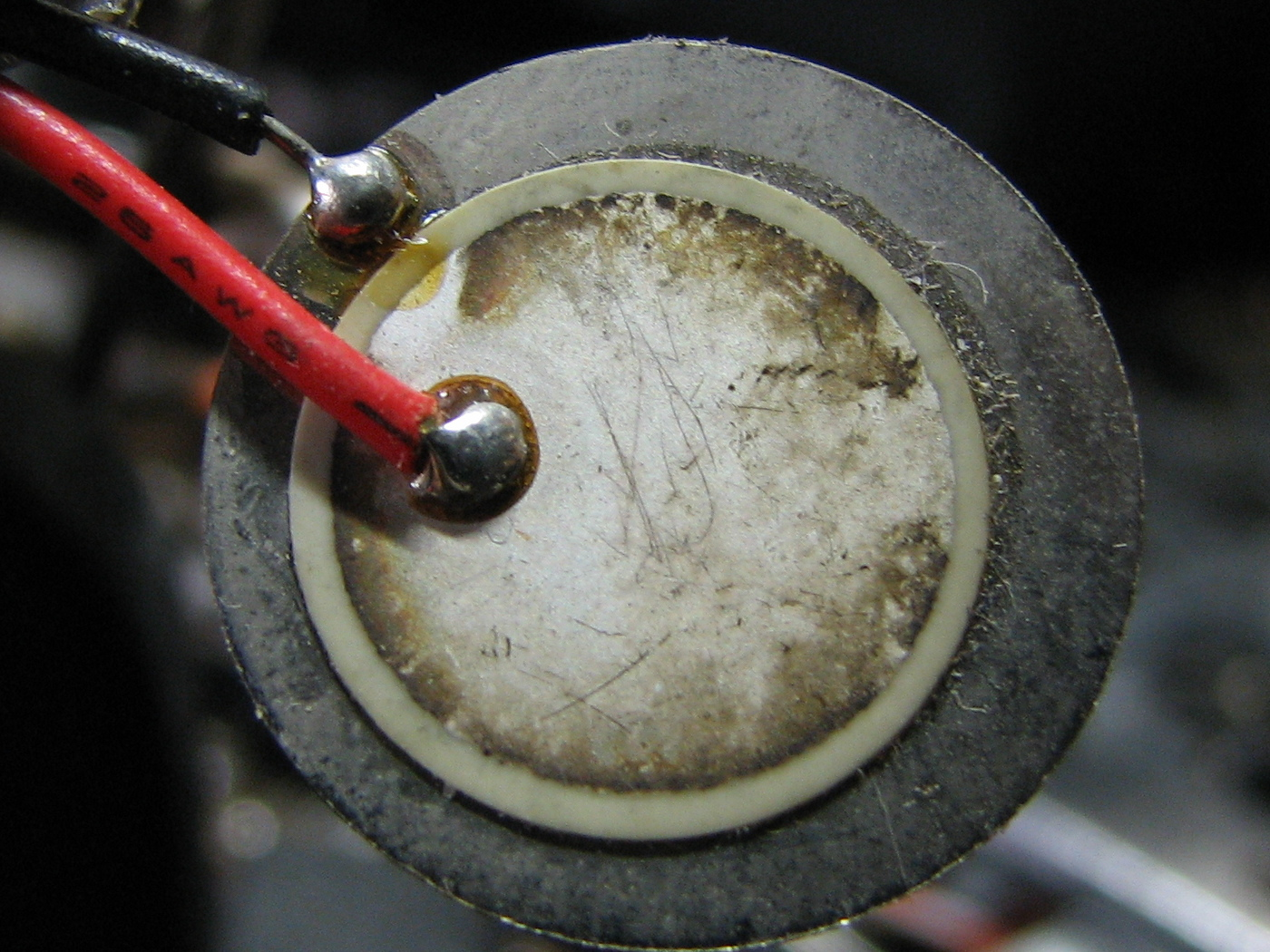
luidsprekertje van digitaal polshorloge

Een keramische luidspreker, ook wel piëzo-elektrische luidspreker genoemd, is een type luidspreker.
Het stralend element is hier een keramisch materiaal dat onder invloed van een aangelegde elektrische spanning vervormt. Het piëzo-elektrisch effect. Sommige kristallijne of keramische materialen vervormen onder invloed van een aangelegde elektrische spanning. 
Deze luidsprekers zijn gebaseerd op het feit dat bij sommige kristallen bij het aanbrengen van een spanning er een buiging van het kristal ontstaat. De beweging is beperkt. Daarom wordt dit principe enkel gebruikt bij tweeters. Een tweeter heeft over het algemeen een frequentiebereik van 2000 tot 20.000 hertz. Sommige tweeters gaan nog hoger, al is dit boven de gehoorgrens van het menselijk gehoor.
Het zijn goedkope en minder goede hoogtonige luidsprekers. Meestal vindt men ze ingebouwd in een trechtervormige plastic behuizing. Ze zijn alleen geschikt voor de hoge frequenties. De geluidskwaliteit is over het algemeen matig. Deze luidsprekers kan men aantreffen in polsuurwerken, goedkope boxen. 
Het omgekeerde effect bestaat ook. Het piëzo-elektrisch effect. Diezelfde materialen wekken een elektrische spanning op als ze vervormd worden. Dit effect wordt in tal van toepassingen gebruikt: Piëzo-elektrische en keramische pick-up elementen voor platendraaier, gitaar, microfoons. Gasaanstekers en sigarettenaanstekers.